# 波谢夫纳亚
波谢夫纳亚（羅馬化：Posevnaya）是俄罗斯新西伯利亚州的工人村（市级镇），属切列帕诺沃区，地处新西伯利亚州东南部，位于区行政中心切列帕诺沃西北、州府新西伯利亚东南方，北方不远处有市级镇多罗吉诺。R256公路（丘亚公路）从镇西侧经过。
该地2021年人口有4,221人；2010年人口4,254；2002年人口4,323；1989年人口4,923。